# Craven Arms
Craven Arms egy kisváros az angliai Shropshire grófságban, a Shropshirei-dombság gyűrűjében.

## Földrajza
A kisváros keleti részét átszeli az Onny folyó. A folyótól keletre fekszik egy kis falu, Halford, Craven Armstól délre pedig Stokesay, melynek fő látnivalója egy erődített nemesi vár romja (Stokesay Castle).

## Története
Craven Arms Shropshire egyik legfiatalabb települése. Első írásos említése Newton nevű faluként 1695-ből származik. Gyors fejlődésnek indult, amikor a 19. század közepén elérte a vasút. Newton a mai városka délkeleti részének a neve. Az északi részt Newingtonnak (vagy New Inn-nek) nevezik, ez a középkorban különálló település volt. Nevét a Craven Arms szálloda után kapta, melyet Stokesay várának egykori ura, Lord Craven után nevezték el.

## Látnivalói
Craven Arms látnivalói:
- Shropshire Hills Discovery Centre - a vidék földrajzi adottságait bemutató gyűjtemény
- Stella Mitchell's Land of Lost Content Museum - 20. századi emlékeket bemutató gyűjtemény
- Stokesay Castle

## Közlekedés
A városon áthalad a Walesi határvidék vasútvonal, de megállnak a Wales Szíve vasútvonalat kiszolgáló egyes szerelvények is.

## Érdekesség
Craven Arms mellett forgatták a Vágy és vezeklés című film egyes részeit.